# Lijst van voetbalinterlands Britse Maagdeneilanden - Haïti
Deze lijst van voetbalinterlands is een overzicht van alle officiële voetbalwedstrijden tussen de nationale teams van de Britse Maagdeneilanden en Haïti. De landen speelden tot op heden een keer tegen elkaar. Dat was een kwalificatiewedstrijd voor de Caribbean Cup 1999 op 21 maart 1999 in Port-au-Prince.

## Wedstrijden
| № | Plaats         | Datum         | Competitie                      | Wedstrijd                      | Uitslag |
| - | -------------- | ------------- | ------------------------------- | ------------------------------ | ------- |
| 1 | Port-au-Prince | 21 maart 1999 | Caribbean Cup 1999 kwalificatie | Haïti − Britse Maagdeneilanden | 6 − 0   |

## Samenvatting
| Competitie                 | Totaal gespeeld | Winst Br. Maagdeneil. | Gelijk | Winst Haïti | Doelsaldo Br. Maagdeneil. – Haïti |
| -------------------------- | --------------- | --------------------- | ------ | ----------- | --------------------------------- |
| Caribbean Cup-kwalificatie | 1               | 0                     | 0      | 1           | 0 − 6                             |
| Totaal                     | 1               | 0                     | 0      | 1           | 0 − 6                             |

Wedstrijden bepaald door strafschoppen worden, in lijn met de FIFA, als een gelijkspel gerekend.